# أنطوان سليم نحاس
أنطوان سليم نحاس ولد في القاهرة سنة 1901 لأب كان يمتلك مصنع للنسيج، وتلقى تعليمه في مدرسة الفرير التي قام ببناء مبني جديد لها في حي الظاهر فيما بعد، وأكمل تعليمه العالي في فرنسا بكلية الفنون والصناعات في باريس التي تخرج منها سنة 1930، ليعود بعدها ويلتحق بالعمل كمدرس بكلية الفنون الجميلة، بعد قوانين التأميم سنة 1961 هاجر لإيطاليا وبعدها للبنان حتى وفاته سنة 1966
توفي في بيروت في 15 نوفمبر 1966.

## أهم مشروعاته
- المتحف القومى في بيروت
- مدرسة الفرير في الظاهر في القاهرة
- كنيسة قصر الدوباره البروتستانية ورا مجمع التحرير
- نادي الصيد المصري في الدقى في الجيزة
- عمارة ليبون في الزمالك اللى بتعتبر تحفه معماريه رائعه
- عمارة فريد الأطرش، شارع النيل، الجيزة
- برج الجيزة (أبو الفتوح)، شارع النيل، الجيزة
- عمارة عزيزة عبد الملك، ميدان شيراتون الجيزة
- عمارة دوس (1935)، سليمان باشا مع شارع فؤاد
- عمارة فرانسوا تاجر، شارع كورنيش النيل، قصر الدوباره
- عمارات متري 14 و 16 شارع النباتات حى جاردن سيتى
- عمارة ليون، شارع سليمان باشا مع شارع بهلر
- عمارة شوشة، شارع فؤاد
- عمارة شقير، 13 شارع شريف
- عمارة وهبة شوشة، شارع شريف باشا قدام مبنى الأهرام القديم
- عمارة اللوا قدام مؤسسة الأوقاف
- مبنى المقاولون العرب في شارع عدلى